# Joop de Heus
Johannes (Joop) de Heus (Utrecht, 3 juli 1918 – Vries, 30 april 1993) was een V-mann tijdens de Tweede Wereldoorlog.

## Biografie
De Heus werd geboren in Utrecht, als zoon van Klaas de Heus en Gerritje Maria Scholman.

### Tweede Wereldoorlog
De Heus was 21 jaar toen de Tweede Wereldoorlog uitbrak. Hij ging eerst in het verzet, maar heeft daarna veel Nederlanders verraden.
De Heus was eerst lid van Oranje Vrijbuiters, een verzetsgroep die door Klaas Postma in 1941 was opgericht. Op 24 augustus 1943 werd hij wegens illegale activiteiten door de Duitsers gearresteerd en voor de keuze gesteld: meewerken of de doodstraf, waarbij ook zijn ouders ter dood gebracht zouden worden. Hij verkoos voor de Sicherheitspolizei te gaan werken.
Het was de bedoeling dat hij de overige Vrijbuiters zou verraden. Daarom vertelde hij hun dat hij uit het Oranjehotel was ontvlucht. In 1944 dook hij onder, om geloofwaardig over te komen. Door zijn toedoen werden verschillende Vrijbuiters gearresteerd. Zo regelde hij dat de knokploeg van de Vrijbuiters een distributiekantoor in Elst zouden overvallen. Hierbij zouden de drie broers Bertus, Kees en Leo Heij meedoen en Pieter Verhage. Op weg naar Elst werden ze in Arnhem gearresteerd waarna ze naar het Oranjehotel werden gebracht.
Ook gaf De Heus aan de Sicherheitspolizei het adres door van de verloofde van Roel Abma, zodat ook Abma gearresteerd kon worden.
Het werd onveilig voor De Heus om in Utrecht te blijven dus zijn werkterrein werd naar Roermond verplaatst. Daar moest hij zich indringen bij De Valkeniers, een lokale verzetsgroep. Door zijn toedoen werden onder meer A.J. Dahmen, M.E.J.M. Stoffels en J.E. Jansen opgepakt en gefusilleerd.

### Na de oorlog
In mei 1945 werd De Heus gearresteerd en vastgezet in gevangenis Wolvenplein. In december 1946 werd hij overgeplaatst naar Kamp Rhijnauwen. Tijdens een proces tegen De Heus voor de Bijzondere Kamer van de rechtbank Utrecht, in 1950, eiste de officier van justitie een gevangenisstraf van vijftien jaar met aftrek en ontzetting uit alle rechten voor het leven. De Heus kreeg een celstraf van 18 jaar opgelegd. Na zijn vrijlating in 1956 trouwde hij. Het echtpaar woonde in Assen en Vries.